# Mesembryanthemum
Mesembryanthemum és un gènere de plantes amb flors de la família de les aïzoàcies.

## Característiques
Són plantes de zones àrides. Provenen de l'Àfrica meridional. S'han estès a altres zones del planeta com a espècie introduïda. En alguns llocs s'han tornat espècie invasora.

## Espècies acceptades
Les següents espècies són actualment acceptades:
- Mesembryanthemum aitonis Jacq.
- Mesembryanthemum albatum L.Bolus
- Mesembryanthemum alboroseum L.Bolus
- Mesembryanthemum amplectens L.Bolus
- Mesembryanthemum annuum L.Bolus
- Mesembryanthemum arenosum Schinz
- Mesembryanthemum barklyi N.E.Br.
- Mesembryanthemum blandum Haw.
- Mesembryanthemum breve L.Bolus
- Mesembryanthemum brevicarpum (L.Bolus) Klak
- Mesembryanthemum chrysum L.Bolus
- Mesembryanthemum clandestinum Haw.
- Mesembryanthemum corallinum Thunb.
- Mesembryanthemum cordifolium L.f.
- Mesembryanthemum crycocalyx L.Bolus
- Mesembryanthemum cryptanthum Hook.f.
- Mesembryanthemum crystallinum L.
- Mesembryanthemum dejagerae L.Bolus
- Mesembryanthemum digitatum Aiton
  - Mesembryanthemum digitatum subsp. littlewoodii (L.Bolus) Klak
- Mesembryanthemum elongatum Haw.
- Mesembryanthemum excavatum L.Bolus
- Mesembryanthemum forskahlii Hochst. ex Boiss.
- Mesembryanthemum gariusanum Dinter
- Mesembryanthemum gaussenii Leredde
- Mesembryanthemum geniculiflorum L.
- Mesembryanthemum glareicola (Klak) Klak
- Mesembryanthemum guerichianum Pax
- Mesembryanthemum haeckelianum A.Berger
- Mesembryanthemum horridum Koutnik & Lavis
- Mesembryanthemum hypertrophicum Dinter
- Mesembryanthemum inachabense Engl.
- Mesembryanthemum inornatum L.Bolus
- Mesembryanthemum karrooense L.Bolus
- Mesembryanthemum kuntzei Schinz
- Mesembryanthemum lancifolium (L.Bolus) Klak
- Mesembryanthemum latisepalum L.Bolus
- Mesembryanthemum liebendalense L.Bolus
- Mesembryanthemum linearifolium L.Bolus
- Mesembryanthemum longipapillosum Dinter
- Mesembryanthemum louiseae L.Bolus
- Mesembryanthemum macrophyllum L.Bolus
- Mesembryanthemum macrostigma L.Bolus
- Mesembryanthemum marlothii Pax
- Mesembryanthemum namibense Marloth
- Mesembryanthemum napierense Klak
- Mesembryanthemum neglectum (S.M.Pierce & Gerbaulet) Klak
- Mesembryanthemum neilsoniae L.Bolus
- Mesembryanthemum noctiflorum L.
  - Mesembryanthemum noctiflorum subsp. defoliatum (Haw.) Klak
  - Mesembryanthemum noctiflorum subsp. stramineum (Haw.) Klak
- Mesembryanthemum nodiflorum L. (type species)
- Mesembryanthemum nucifer (Ihlenf. & Bittrich) Klak
- Mesembryanthemum occidentale Klak
- Mesembryanthemum pachypus L.Bolus
- Mesembryanthemum parvipapillatum L.Bolus
- Mesembryanthemum paucandrum L.Bolus
- Mesembryanthemum paulum L.Bolus
- Mesembryanthemum pellitum Friedr.
- Mesembryanthemum perlatum Dinter
- Mesembryanthemum pseudoschlichtianum (S.M.Pierce & Gerbaulet) Klak
- Mesembryanthemum purpureo-roseum L.Bolus
- Mesembryanthemum quinangulatum L.Bolus
- Mesembryanthemum rapaceum Jacq.
- Mesembryanthemum rhodanthum L.Bolus
- Mesembryanthemum rubroroseum L.Bolus
- Mesembryanthemum sarcocalycanthum Dinter & Berger
- Mesembryanthemum schenckii Schinz
- Mesembryanthemum sedentiflorum L.Bolus
- Mesembryanthemum serotinum (L.Bolus) Klak
- Mesembryanthemum springbokense Klak
- Mesembryanthemum squamulosum L.Bolus
- Mesembryanthemum stenandrum L.Bolus
- Mesembryanthemum subrigidum L.Bolus
- Mesembryanthemum subtereticaule L.Bolus
- Mesembryanthemum theurkauffii (Maire) Maire
- Mesembryanthemum tomentosum Klak
- Mesembryanthemum vaginatum Lam.
- Mesembryanthemum violense L.Bolus

## Galeria

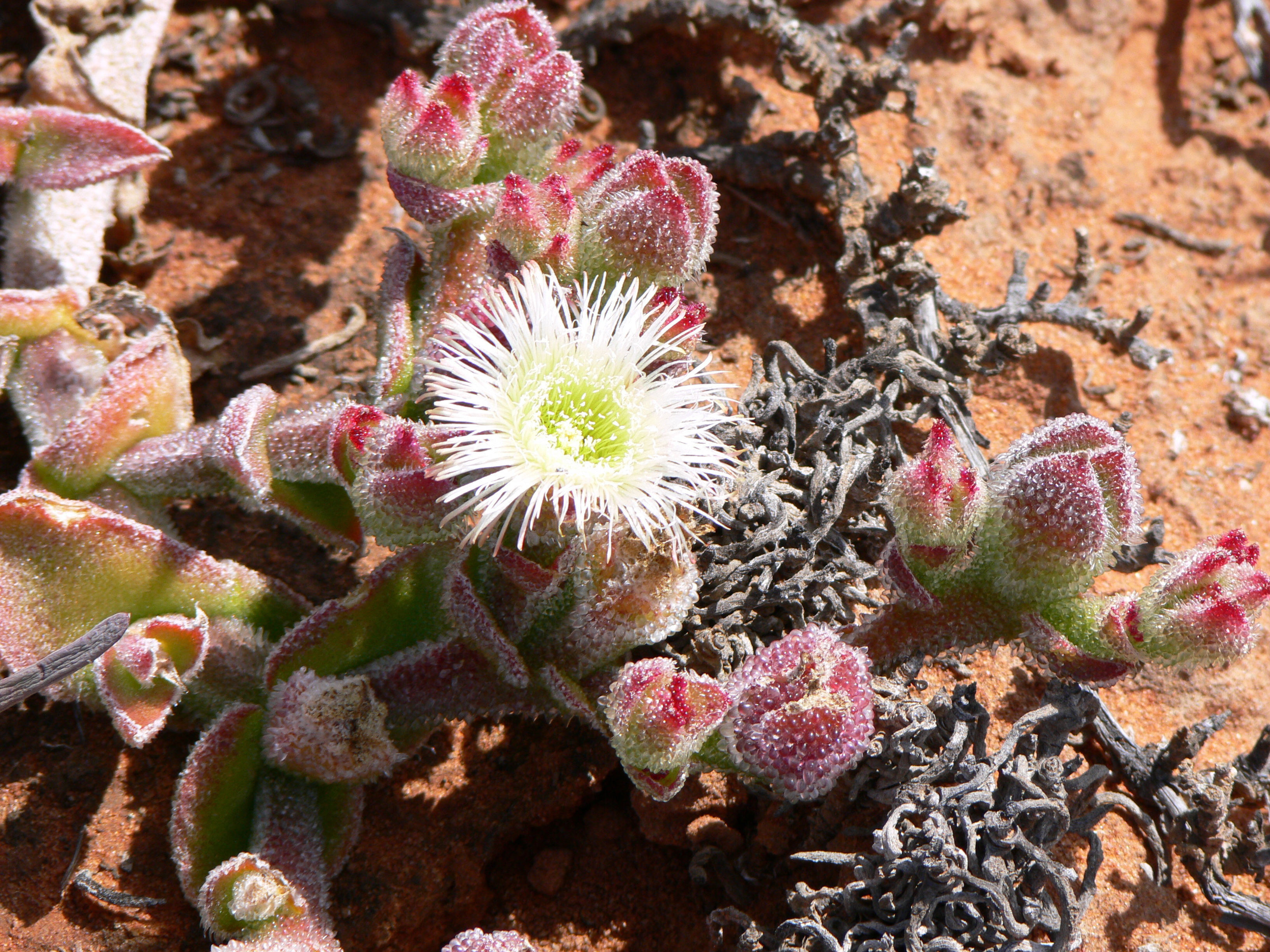
Mesembryanthemum crystallinum; Namaqualand
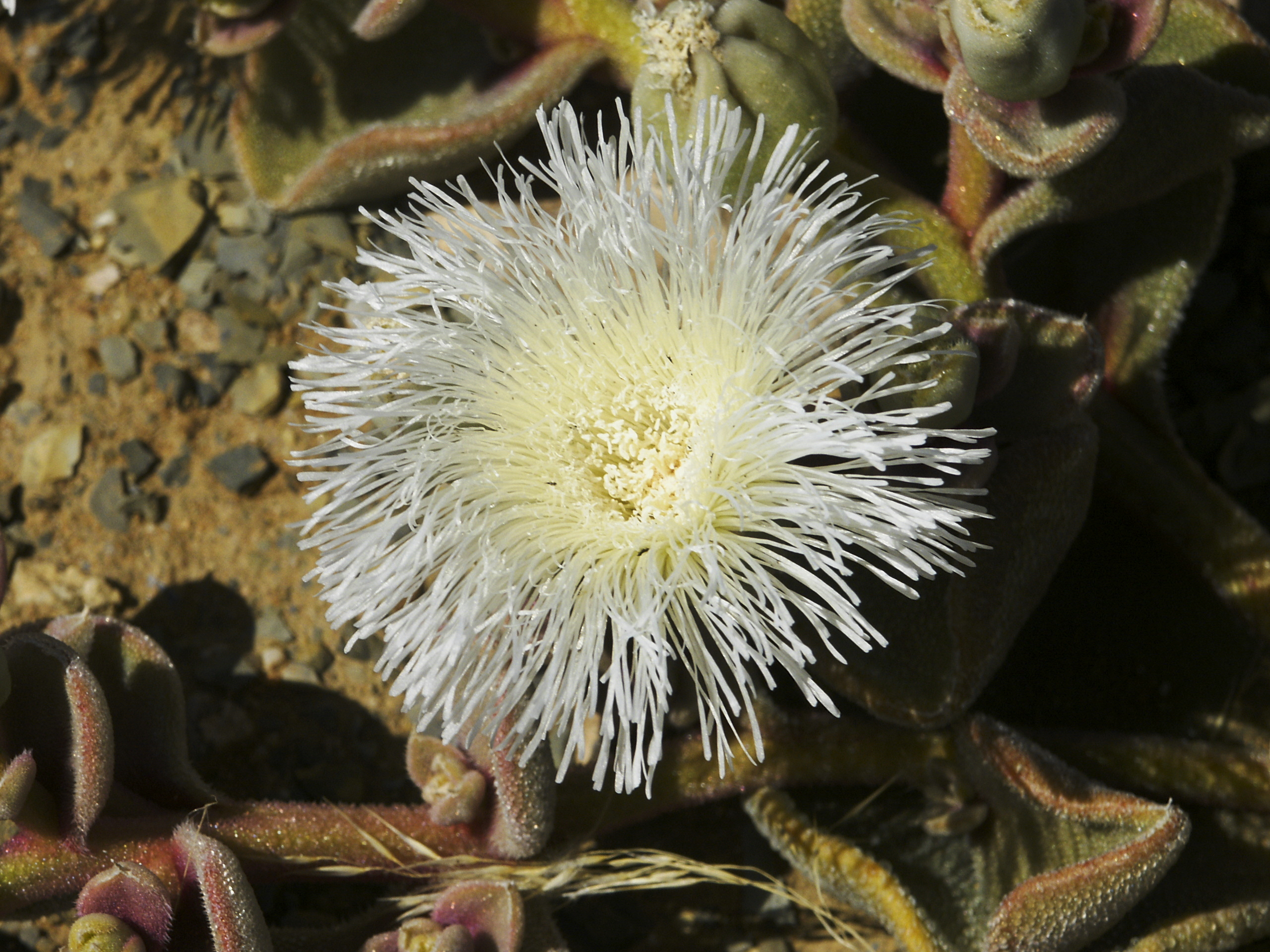
Mesembryanthemum crystallinum; Namaqualand
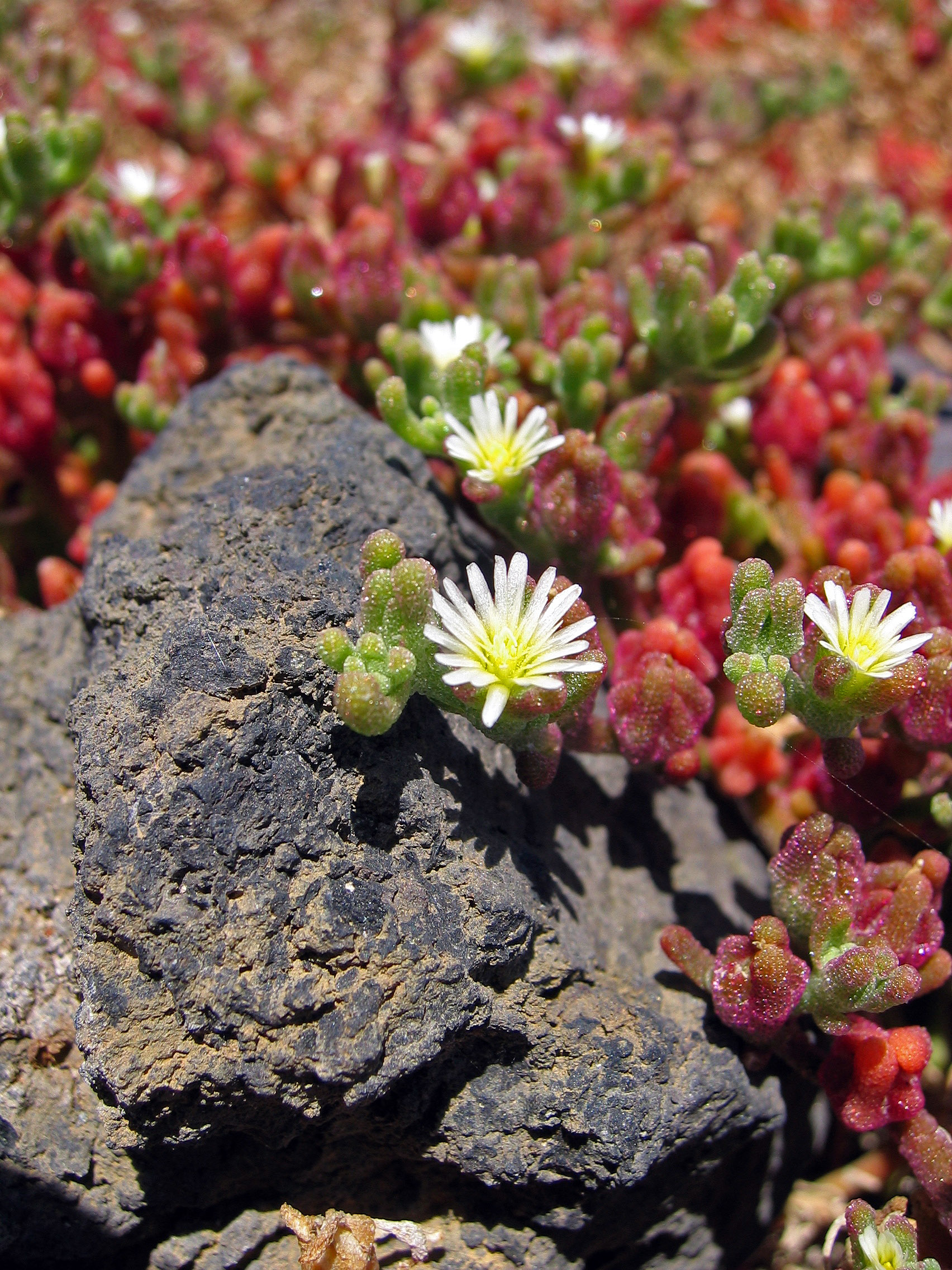
Mesembryanthemum nodiflorum
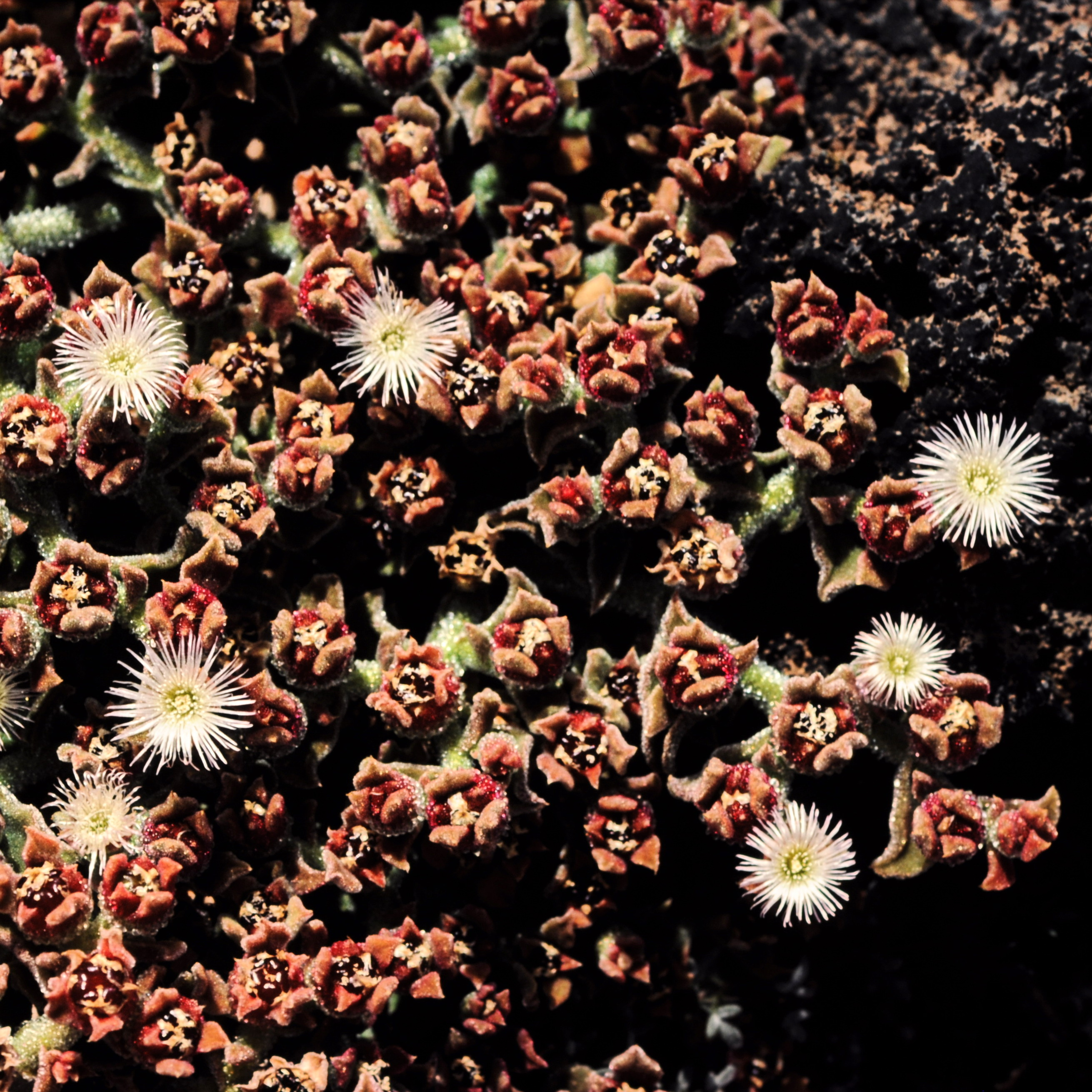
Mesembryanthemum crystallinum
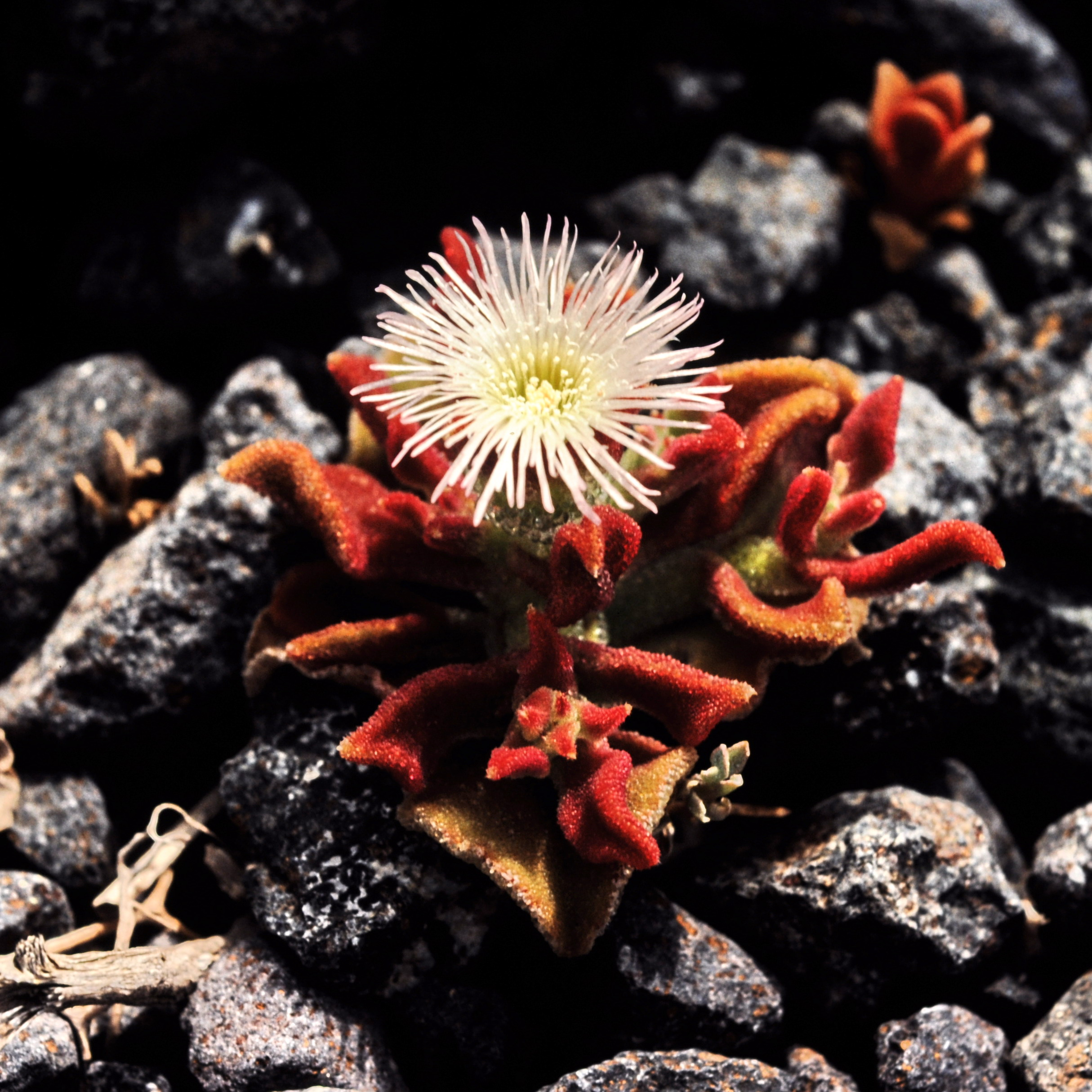
Mesembryanthemum crystallinum
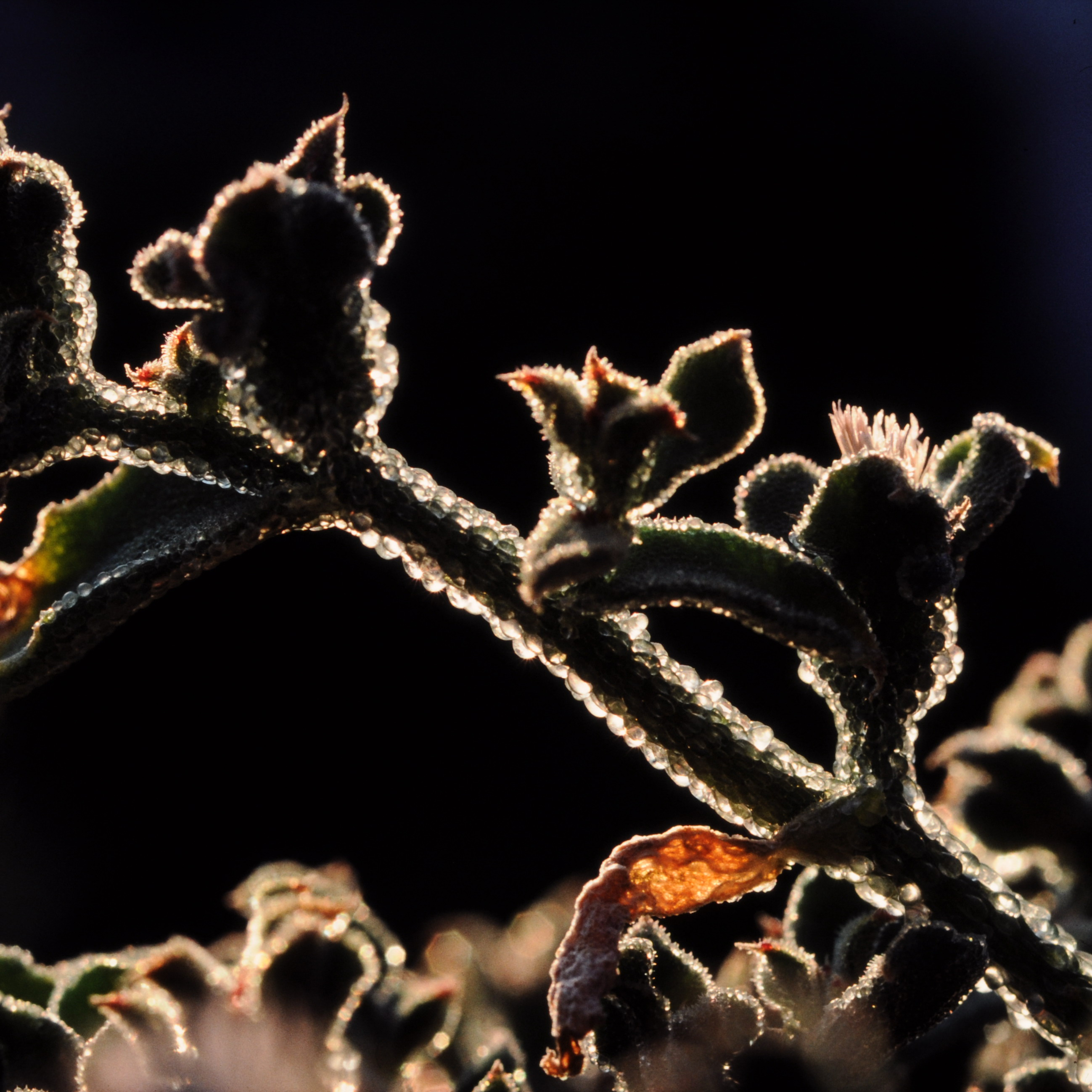
Mesembryanthemum crystallinum
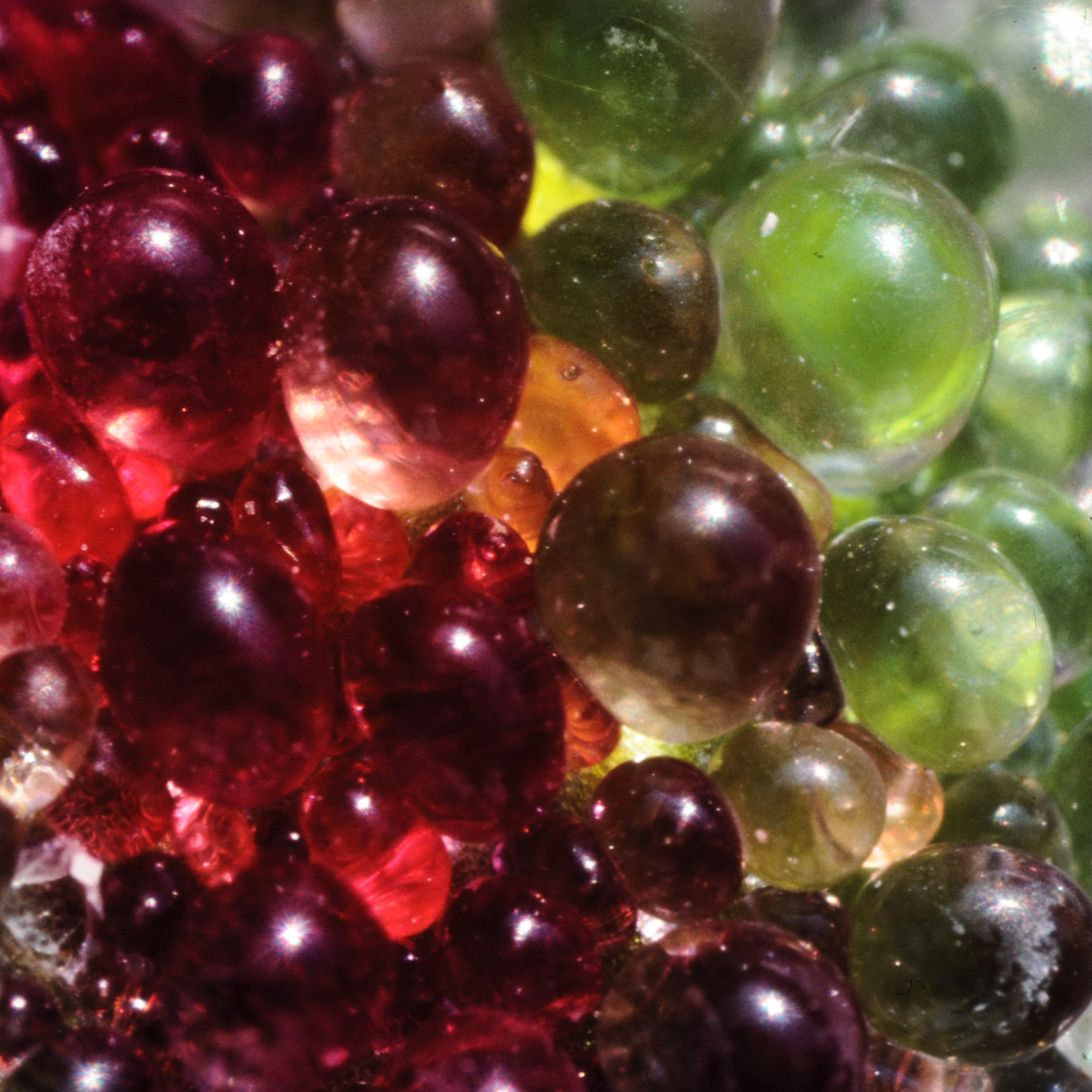
Mesembryanthemum crystallinum